# Orbe impérial

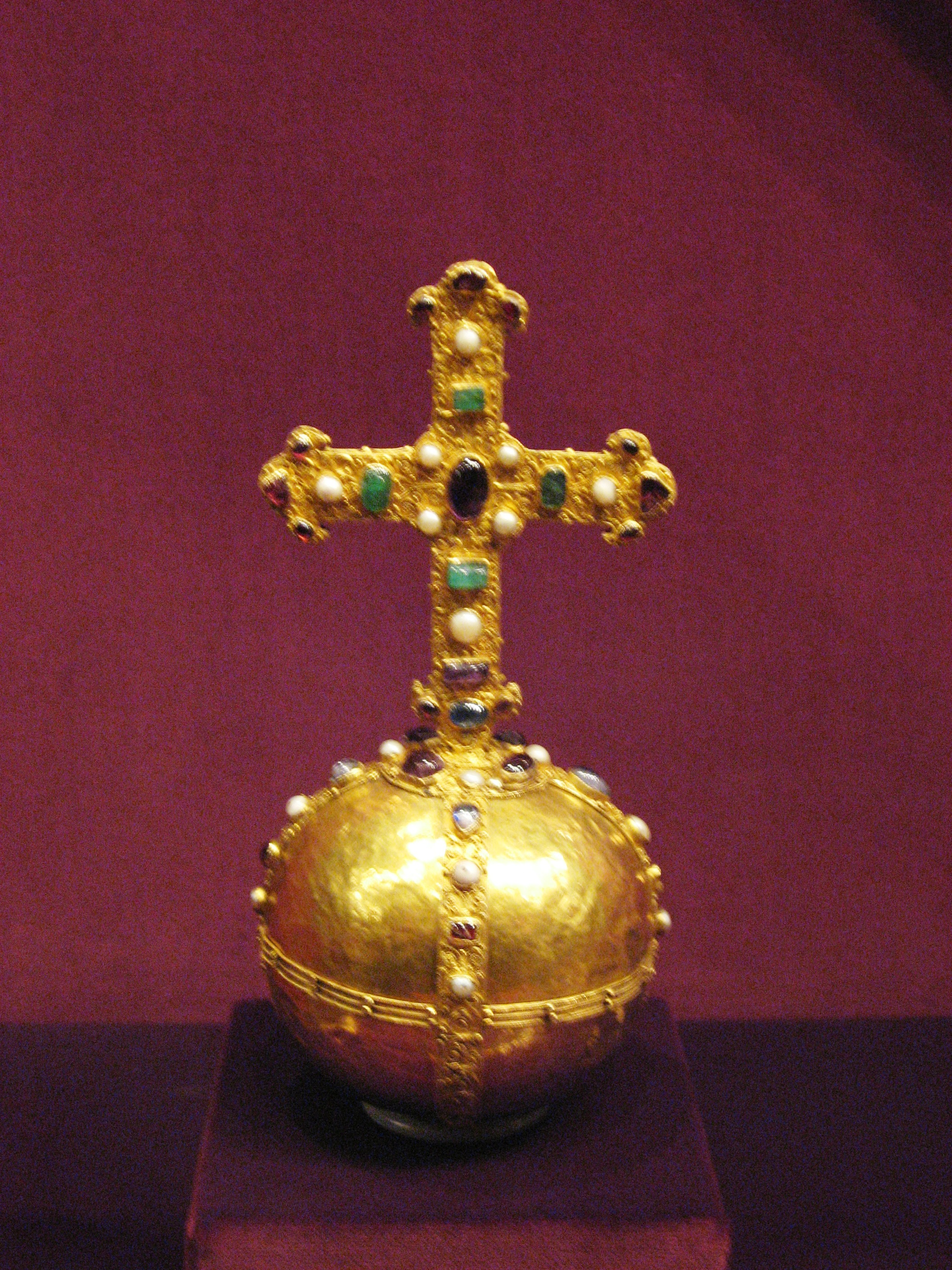
La Reichsapfel, conservée à Vienne.

L'Orbe impérial, en allemand Reichsapfel, en latin Globus Cruciger (globe qui porte la croix), est l'une des principales regalia du Saint-Empire romain germanique.
L'insigne, composé d'or, de perles et de diamants, est conservé à la Schatzkammer du Hofburg, partie du musée d'histoire de l'art de Vienne. Sa fabrication est évaluée au début du XIIe siècle.